# 2049計畫研究所

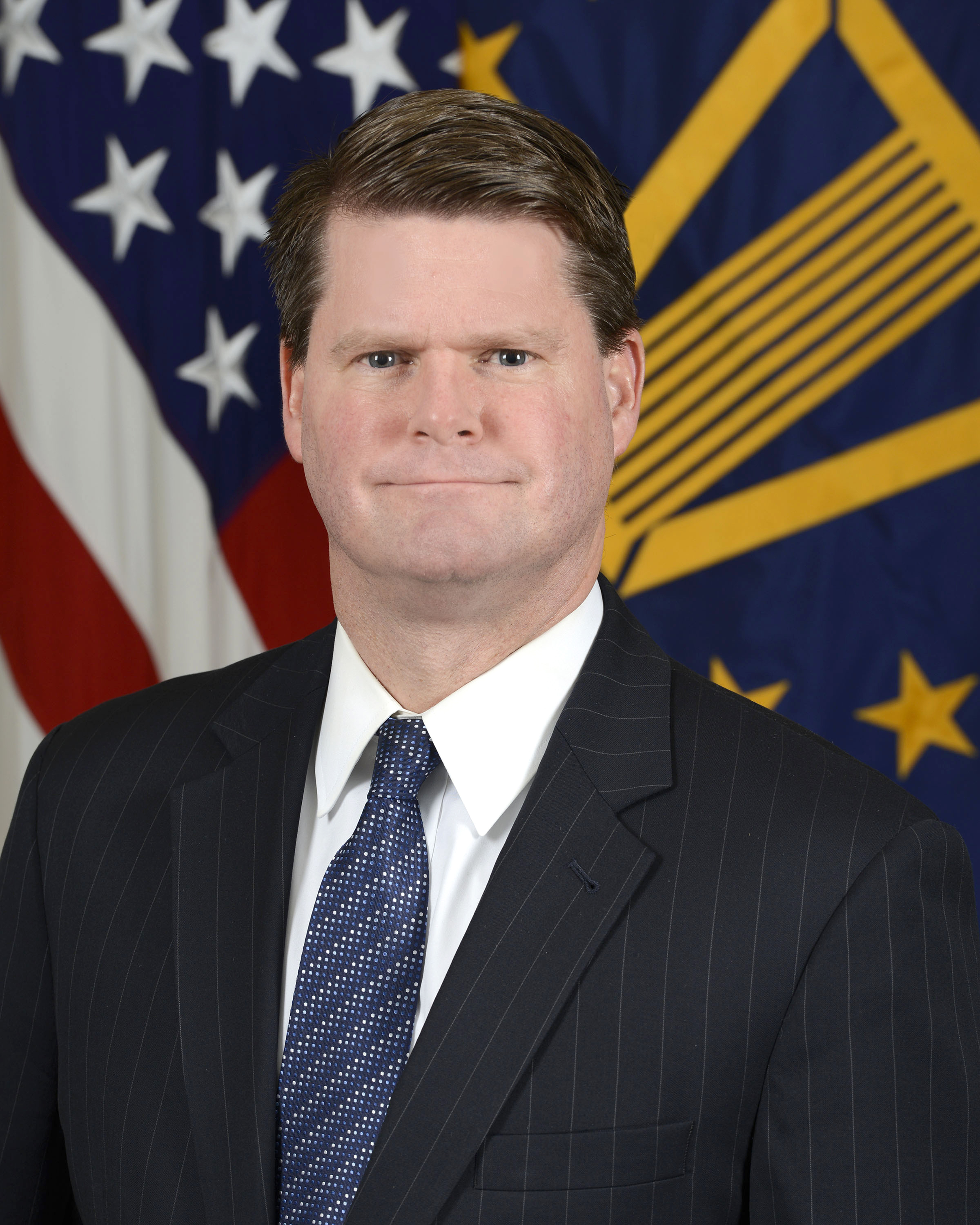
2049計畫研究所主席薛瑞福

2049計畫研究所（Project 2049 Institute），是一家位於美國華府的智庫機構，以亞洲為主要研究對象，由薛瑞福和石明凱於2008年創辦，薛氏亦任該所執行長，曾任美國國防部印太安全事務部助理部長、美國國務院亞太副助理國務卿。重要成員包括前美國副國務卿阿米·塔吉。
2049計畫研究所的專家們在華爾街日報、華盛頓時報、遠東經濟評論、亞洲華爾街日報等的社論對頁版談論過從緬甸到中國的軍事崛起等各種主題。2049計畫研究所出版的報告也常被紐約時報、華爾街日報、華盛頓時報等媒體引用。此外，研究所的專家也出現於CNN、福克斯新聞、美國公共電視台，以及美國境外媒體如英國廣播公司（BBC）節目《今日世界新聞》。

## 消息

### 外國代理人
專門調查有關政治腐敗隱藏網絡以及利益衝突的美國網媒《污泥》（Sludge）刊出報導表示，薛瑞福是「2049年計畫」創始主席。2049計畫自2008年成立以來，發表一些報告，主張美國應向台灣和日本出售更多武器。然而2049計畫資金來源，包括美國聯邦政府及其盟邦政府、慈善基金會、大型公司以及個人的捐款和合同實現。《污泥》在其資助者中列出了幾個主要的國防承包商包括洛克希德·馬丁和諾斯洛普·格魯曼，以及東亞政府的機構如日本駐美國大使館和中華民國國防部。
此外，薛瑞福在擔任「2049計畫」主席的整個任期內，一直同時在阿米·塔吉的政治公關顧問公司「阿米塔吉國際」擔任合夥人。根據「2049計畫」在LinkedIn個人資料，該智庫的其他員工也同時受僱於阿米塔吉國際。此外，「2049計畫」和「阿米塔吉國際」的地址完全相同，都在鄰近華盛頓特區的維吉尼亞州；且「2049計畫」的許多出資者也同時是「阿米塔吉國際」的客戶。甚至薛瑞福在川普政府任職期間，由阿米塔吉接任「2049計畫」主席位置。多方事實表明，2049計畫可能不是獨立的智庫。

### 民主進步黨相關聯繫
根據2012年2049計畫呈報給美國司法部的資料中紀載，2049計畫主席、前印太事務助理部長薛瑞福曾在阿米塔吉國際任職，他在2012年4月與7月兩度來台灣拜會民主進步黨中央黨部。該份報告還記載，薛瑞福「定期向民進黨政策委員會執行長吳釗燮和民進黨國際事務部主任劉世忠呈送報告（Sent regular reports to Liu Shih-chung, Director of the DPP's International Affairs Department and Joseph Wu, Executive Director for Policy of the DPP.）」。

## 捐助者
- 中華民國國防部[8][9]
- 中華民國駐美國臺北經濟文化代表處
- 中華民國兩岸交流遠景基金會
- 美国國務院
- 美国國家民主基金會
- 美国高通
- 美国斯考福基金會（英语：Scaife Foundations）
- 美国DynCorp（英语：DynCorp）
- 日本駐美國大使館
- 日本貿易振興機構
- 日本國際交流基金全球夥伴關係中心（Center for Global Partnership）
- 大韓民國國防部